# Lissomus gibbosus
Lissomus gibbosus là một loài bọ cánh cứng trong họ Elateridae. Loài này được Cobos miêu tả khoa học năm 1972.